# Aglasterhausen
Aglasterhausen è un comune tedesco di 4 869 abitanti, situato nel land del Baden-Württemberg.